# Spoorlijn Konz - Karthaus-Moselbrücke
De spoorlijn Konz - Karthaus-Moselbrücke is een Duitse spoorlijn in Rijnland-Palts en als spoorlijn 3120 onder beheer van DB Netze. De lijn vormt verbinding tussen de spoorlijn Saarbrücken - Karthaus en de spoorlijn Karthaus-Moselbrücke - Karthaus Mitte over de Moezel bij Karthaus tussen de aansluitingen W28 en W163.

## Geschiedenis
Het traject werd op 25 mei 1860 geopend als onderdeel van de verbinding tussen Saarbrücken en Trier.

## Aansluitingen
In de volgende plaatsen is of was er een aansluiting op de volgende spoorlijnen:
Konz
DB 3230, spoorlijn tussen Saarbrücken en Karthaus
aansluiting Moselbrücke W163
DB 3123, spoorlijn tussen de aansluiting Karthaus Moselbrücke W162 en de aansluiting Karthaus Mitte W156

## Elektrificatie
Het traject werd in 1974 geëlektrificeerd met een wisselspanning van 15.000 volt 16⅔ Hz.